# 表面第一層
表面第一層（ひょうめんだいいっそう）とは、表面科学における用語のひとつである。 第一層表面とも言う。

## 概要
一般に結晶内部と真空との境界つまり最外層から、切断方向（ミラー指数を用いて(klm)面とする）と平行な数層下の層はバルクの構造と同じ並進対称性、 つまり(klm)面の理想表面と同じ構造をもつ平面となる。そのような層のうち、 最も真空側に近い層を表面第一層、あるいは理想表面第一層とよぶ。二層目以降は真空側とは反対側に第二層、第三層…と名づけていく。因みに、表面第一層（正式な意味）より真空側の層[注1]、つまり最外層と表面第一層（正式な意味）の間に位置する層の全てを総称し、吸着層という。そして、吸着層のうち、最も真空側の層つまり最外層を構成する原子をアドアトムと言う。表面第一層という言葉の用法は、文字通りの意味での表面の1層目を指さない用法が正式であることから非常に紛らわしい。なお、文字通りの意味の表面第一層は、しばし最外層あるいはアドアトム層と言われる。